# Караберда
Караберда (баш. Ҡарабәрҙе) — упразднённая в 2005 году деревня в Зианчуринском районе Республики Башкортостан. Входила на момент упразднения в состав Новочебенкинского сельсовета.

## География
Расположена была в западной части Зилаирского плато возле небольшой реки.
Расстояние до:
- районного центра (Исянгулово): 22 км,
- центра сельсовета (Новые  Чебенки): 12 км,
- ближайшей ж/д станции (Тюльган): 36 км.

## История
Упразднена Законом Республики Башкортостан от 20 июля 2005 года № 211-з «О внесении изменений в административно-территориальное устройство Республики Башкортостан в связи с образованием, объединением, упразднением и изменением статуса населённых пунктов, переносом административных центров».

## Население
На 1 января 1969 года проживали 123 человека; преимущественно башкиры.
Население на 1 января 2002 года составляло 0 человек.